# Astrid (Film)
Astrid ist ein dänisch-schwedischer Kinofilm aus dem Jahr 2018. Der Film ist eine freie Interpretation der jungen Jahre Astrid Lindgrens und spielt hauptsächlich im Zeitraum von 1925 bis 1930. Der Film kam am 6. Dezember 2018 in die deutschen Kinos.

## Handlung
Astrid und ihre Geschwister wachsen auf dem Pfarrbauernhof ihrer Eltern in Vimmerby auf. Mutter Hanna und Vater Samuel vermitteln ihnen im streng religiösen Tagesablauf auch Geborgenheit und einen Sinn für Freiheit. Astrid tritt bei der örtlichen Zeitung eine Stelle als Volontärin in der Redaktion an und wird vom Eigentümer der Zeitung schwanger. Der beschwört sie, das Kind nicht in Schweden zur Welt zu bringen, weil seine Frau ihn dann wegen Unzucht anklagen könne und er deshalb ins Gefängnis müsse.
Also reist sie nach Dänemark, bringt ihren Sohn Lasse dort zur Welt und lässt ihn bei der Pflegemutter Marie zurück. Die juristischen Auseinandersetzungen ziehen sich über drei Jahre hin. Danach weist sie die Bitte des Kindesvaters zurück, ihn zu heiraten, obwohl sie mittellos ist.
Sie findet eine Stelle bei der Buchhandelszentrale und kann sich eine Wohnung mieten, in der auch Lasse wohnen soll. Doch ihr Kind hat sich so an Marie gewöhnt, dass sie es schweren Herzens bei der Pflegemutter lässt. 1928 wird sie Sekretärin im „Königlichen Automobil-Club“. In diese Zeit fällt die Erkrankung Maries, wodurch sie Lasse nicht mehr betreuen kann. Astrid holt ihn zu sich und beide gewöhnen sich aneinander.
Die Keuchhusten-Erkrankung Lasses bringt Astrid an die Grenze ihrer Kräfte, sodass sie im Büro über der Schreibmaschine einschläft. Ihr Chef, der Büroleiter Sture Lindgren, schickt sie nach Hause und bezahlt auch einen Arzt für Lasse.
Auch mit ihren streng religiösen Eltern kommt Astrid wieder ins Reine. Sie besucht sie in ihrem Heimatdorf und beim Kirchgang trägt Astrids Mutter stolz ihren Enkel Lasse in die Kirche.
Die Rahmenhandlung zeigt die alte Astrid Lindgren, die an ihrem Schreibtisch sitzt und Post von Kindern aus aller Welt durchliest. Ane Bruns Lied Springa schließt den Film ab, mit Bildern der glücklichen Zeit von Astrid und Lasse.

## Hintergrund

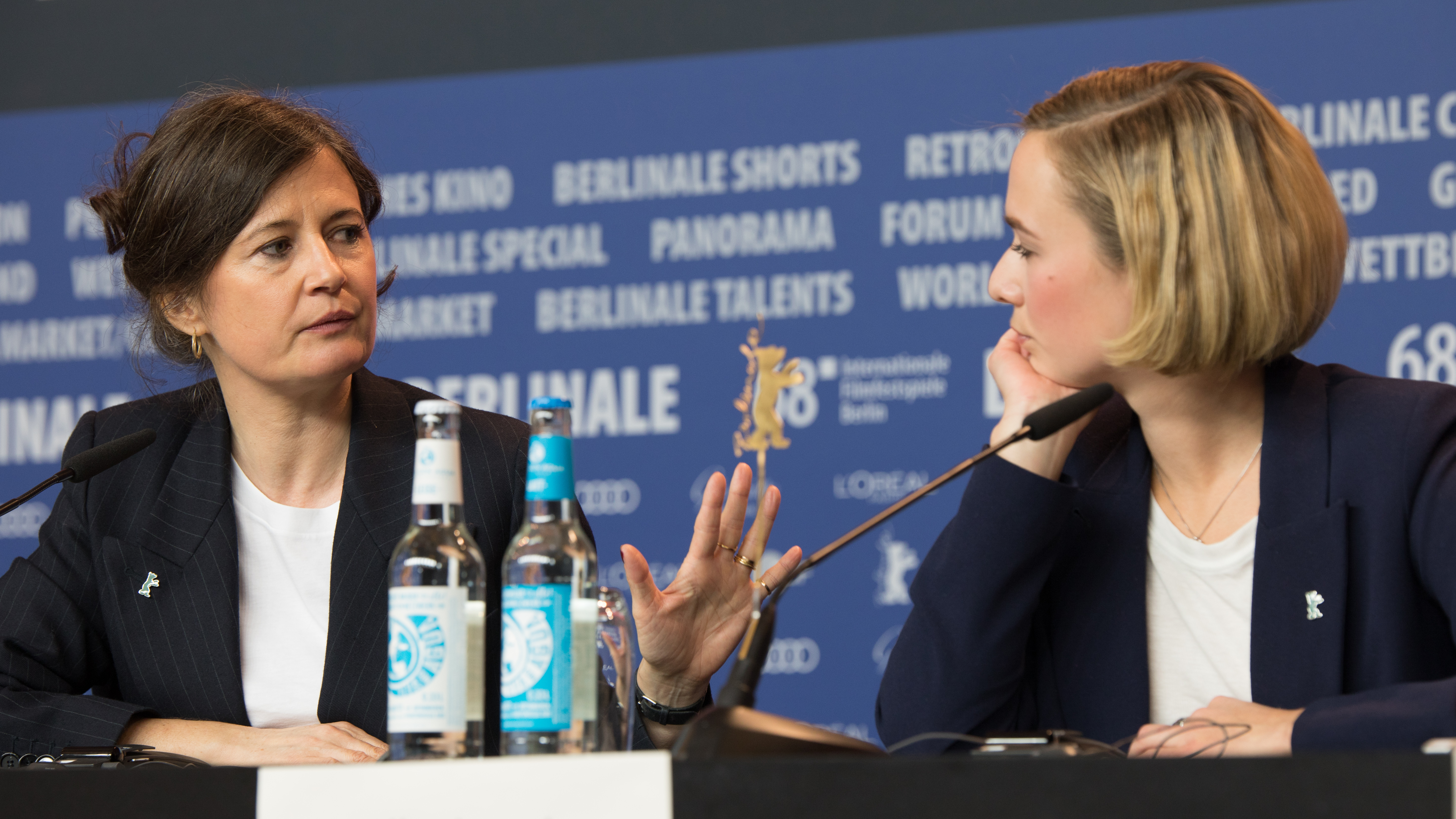
Die Regisseurin im Gespräch mit ihrer Hauptdarstellerin auf der Berlinale 2018

Die Weltpremiere fand am 18. Februar 2018 auf den 68. Internationalen Filmfestspielen Berlin statt.

## Besetzung und Synchronisation
Die deutsche Synchronisation übernahm die Berliner Synchronfirma Cinephon nach einem Dialogbuch und unter der Dialogregie von Wolfgang Ziffer.
| Rollenname             | Schauspieler/in     | Synchronsprecher/in |
| ---------------------- | ------------------- | ------------------- |
| junge Astrid Lindgren  | Alba August         | Daniela Molina      |
| ältere Astrid Lindgren | Maria Fahl Vikander | -                   |
| Hanna Ericsson         | Maria Bonnevie      | Antje von der Ahe   |
| Samuel August Ericsson | Magnus Krepper      | Wolfgang Wagner     |
| Reinhold Blomberg      | Henrik Rafaelsen    | Till Endemann       |
| Pflegemutter Marie     | Trine Dyrholm       | Elisabeth Günther   |
| Sture Lindgren         | Björn Gustafsson    | Ozan Ünal           |
| Saga                   | Liv LeMoyne         | Anne Düe            |
| Arzt                   | Eric Ericson        | Marcus Off          |
| Gunnar                 | Willy Ramnek Petri  | Sebastian Kluckert  |
| Pfarrer                | Roland Svahn        | Wolfgang Ziffer     |
| Vermieterin            | Li Brådhe           | Karin David         |

## Rezeption

### Kritiken
„[…] so wie Alba August diese Rolle spielt, mit einem neugierigen Lebenshunger, wie man ihn nur mit siebzehn haben kann, bleibt wirklich kein Zweifel, dass sie die perfekte Besetzung ist. Ihre Darstellung der Astrid Lindgren macht sie zur großen Entdeckung dieses Kinojahres.“

„Pernille Fischer Christensen und Alba August geben Lindgrens Fans keinen Grund, mit ihrer Heldin zu hadern. Vielmehr gewähren sie einen tief berührenden Blick auf die drei Jahre, in denen das Mädchen Astrid Ericsson zur Schriftstellerin Astrid Lindgren wurde.“

### Auszeichnungen
Guldbagge 2019
- Nominierung in der Kategorie Bester Film für Lars G. Lindström, Maria Dahlin und Anna Anthony
- Nominierung in der Kategorie Beste Hauptdarstellerin für Alba August
- Nominierung in der Kategorie Beste Nebendarstellerin für Maria Bonnevie
- Nominierung in der Kategorie Beste Nebendarsteller für Henrik Rafaelsen
- Nominierung in der Kategorie Bestes Kostümdesign für Cilla Rörby
- Nominierung in der Kategorie  Bestes Produktionsdesign für Linda Janson